# Museiparken, Djurgården

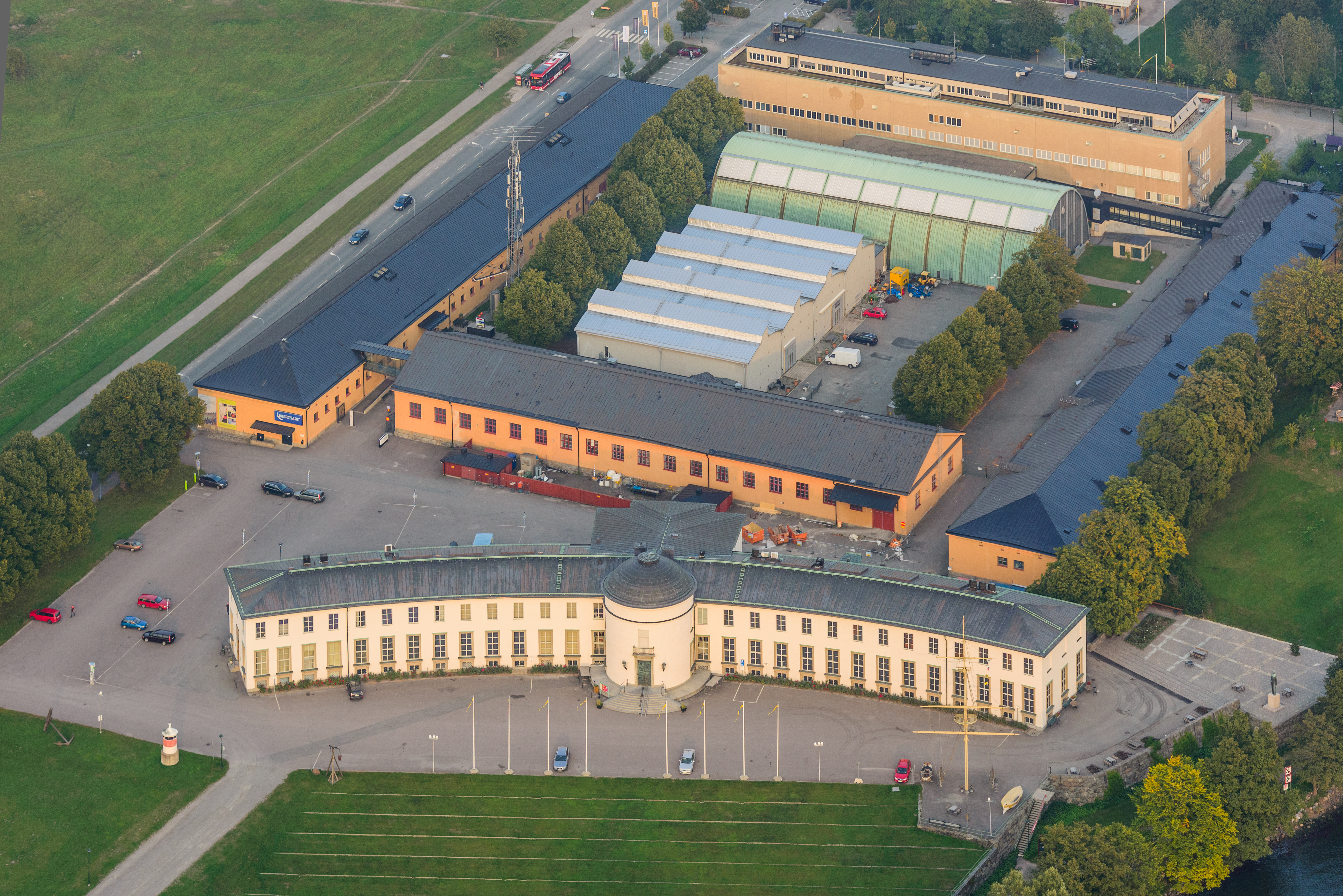
Del av Museiparken med Sjöhistoriska museet i förgrunden och Tekniska museet i bakgrunden.

Museiparken är ett område med en grupp museer och en busshållplats med samma namn på Norra Djurgården i Stockholm. Parkens museer har upp till en miljon besökare årligen. Tillsammans med Evenemangsparken Södra Djurgården utgör Museiparken en av Stockholms stora turistattraktioner.

## Beskrivning
Museiparken sträcker sig längs Djurgårdsbrunnsvägens södra sida och gränsar till Djurgårdsbrunnsviken. På platsen arrangerades Stockholmsutställningen 1930 och efter utställningen började här uppföras flera museer. Det första på platsen var Tekniska museet som stod färdigt 1936 följt av Sjöhistoriska museet som öppnade 1938. Åren 1976 till 1978 tillkom byggnaden för Etnografiska museet som ligger mittemot Tekniska museet, mellan dem går Museivägen. År 2002 utlystes en arkitekttävling för att inom ett parkområde (Museiparken) förena de befintliga institutionerna. Tävlingen vanns av Andersson Jönsson Landskapsarkitekter. År 2007 etablerades Riksidrottsmuseet och Polismuseet i militärens gamla byggnader. 
I Museiparken finns flera restauranger och serveringar, bland dem Villa Källhagen med rötter från 1700-talet. Strax nordost om Museiparken står Kaknästornet. För att förbättra tillgängligheten för gående och cyklister mellan Norra och Södra Djurgården föreslås en ny gång- och cykelbro över Djurgårdsbrunnsviken, som skall förbinda Evenemangsparken med Museiparken. Bron beräknas bli färdig år 2016.

## Museer i Museiparken

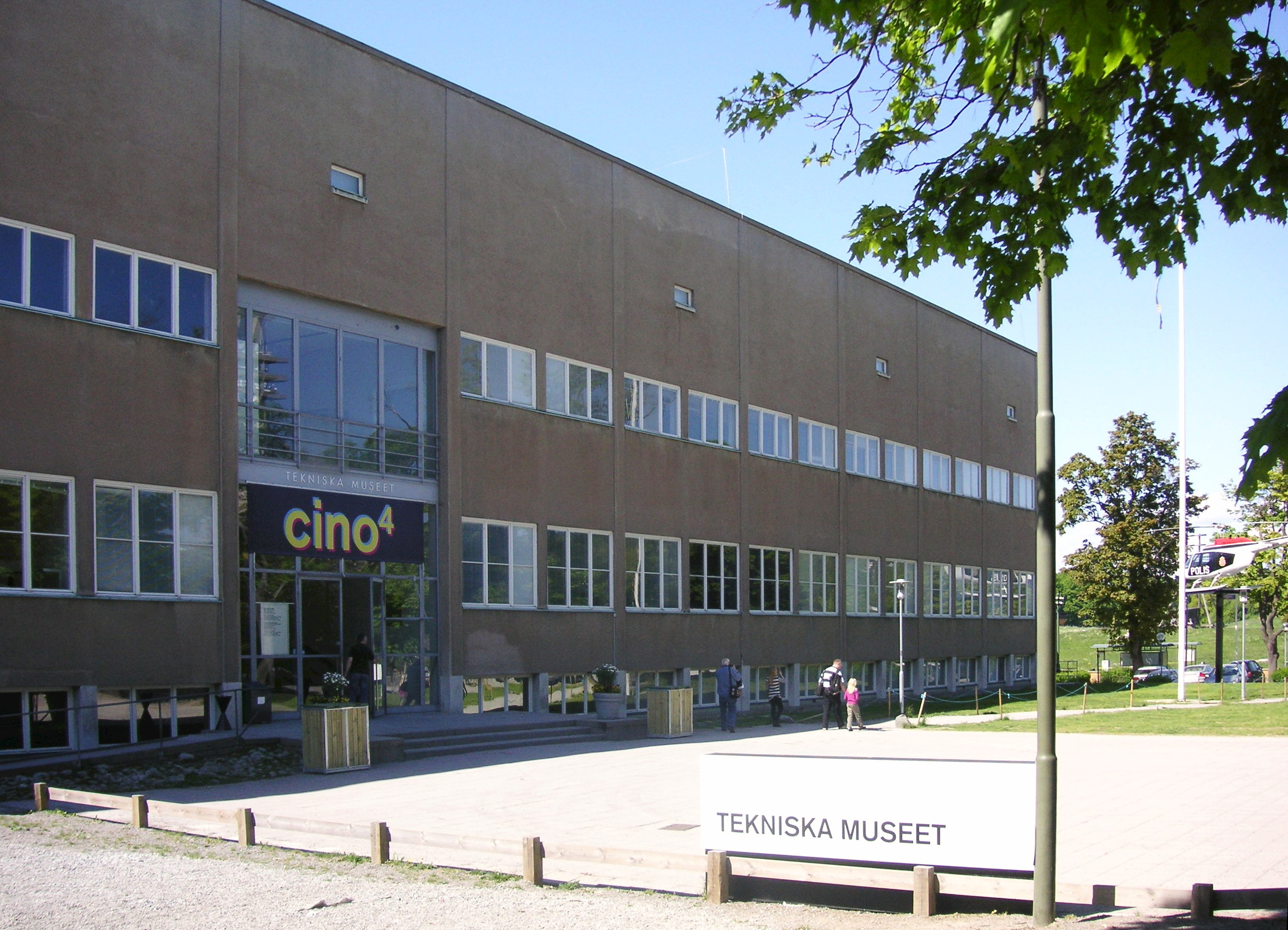
Tekniska museet
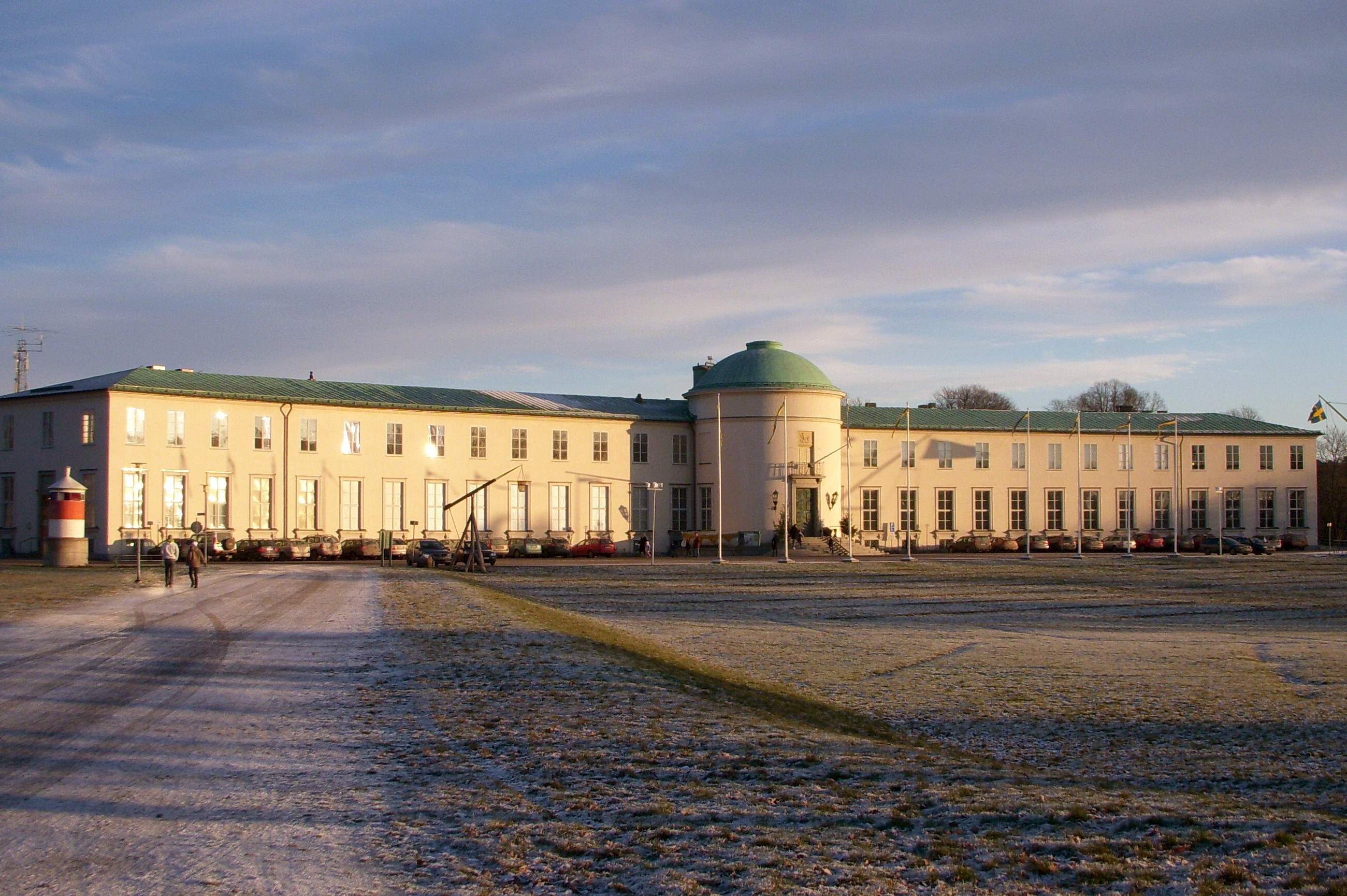
Sjöhistoriska museet
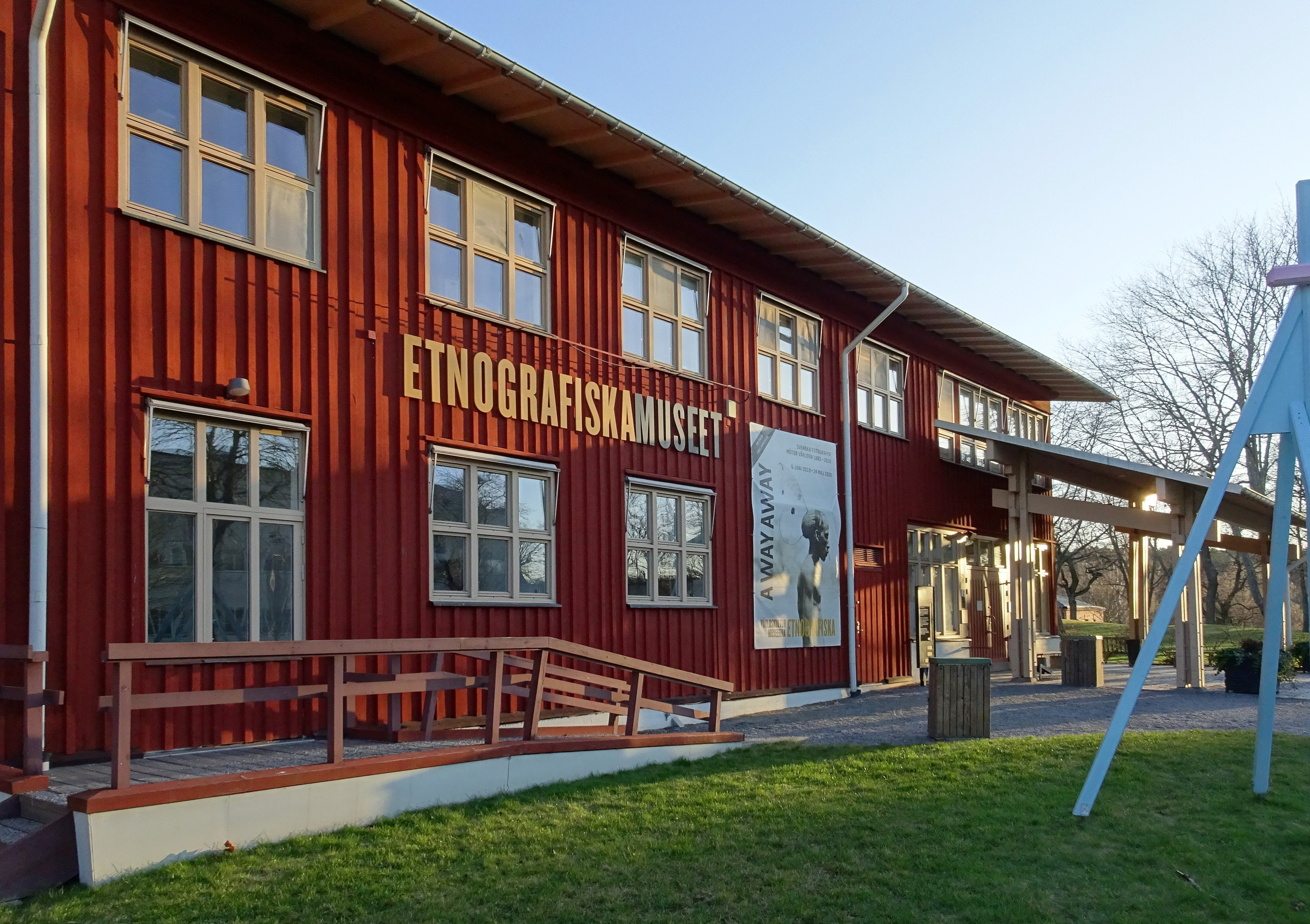
Etnografiska museet
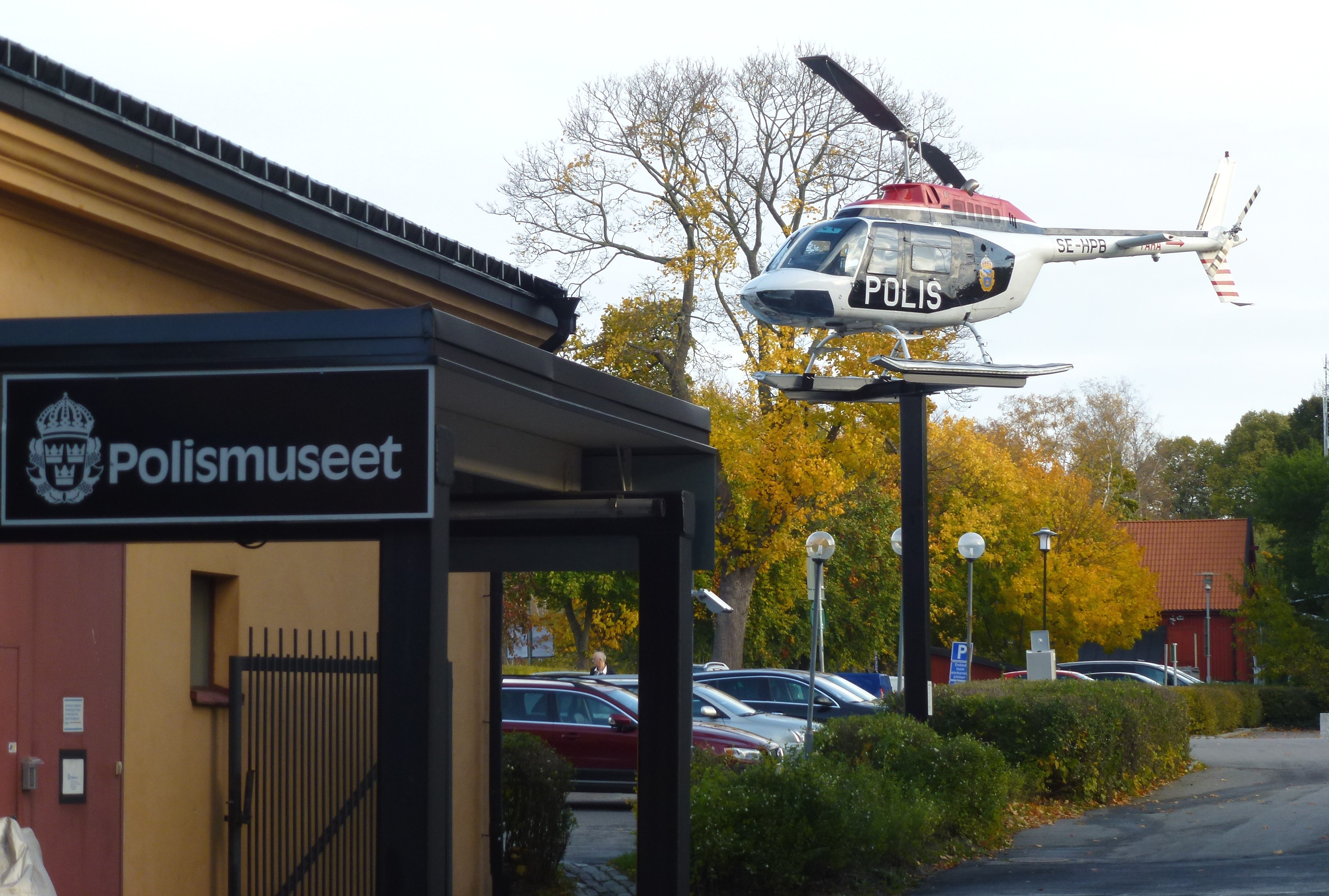
Polismuseet
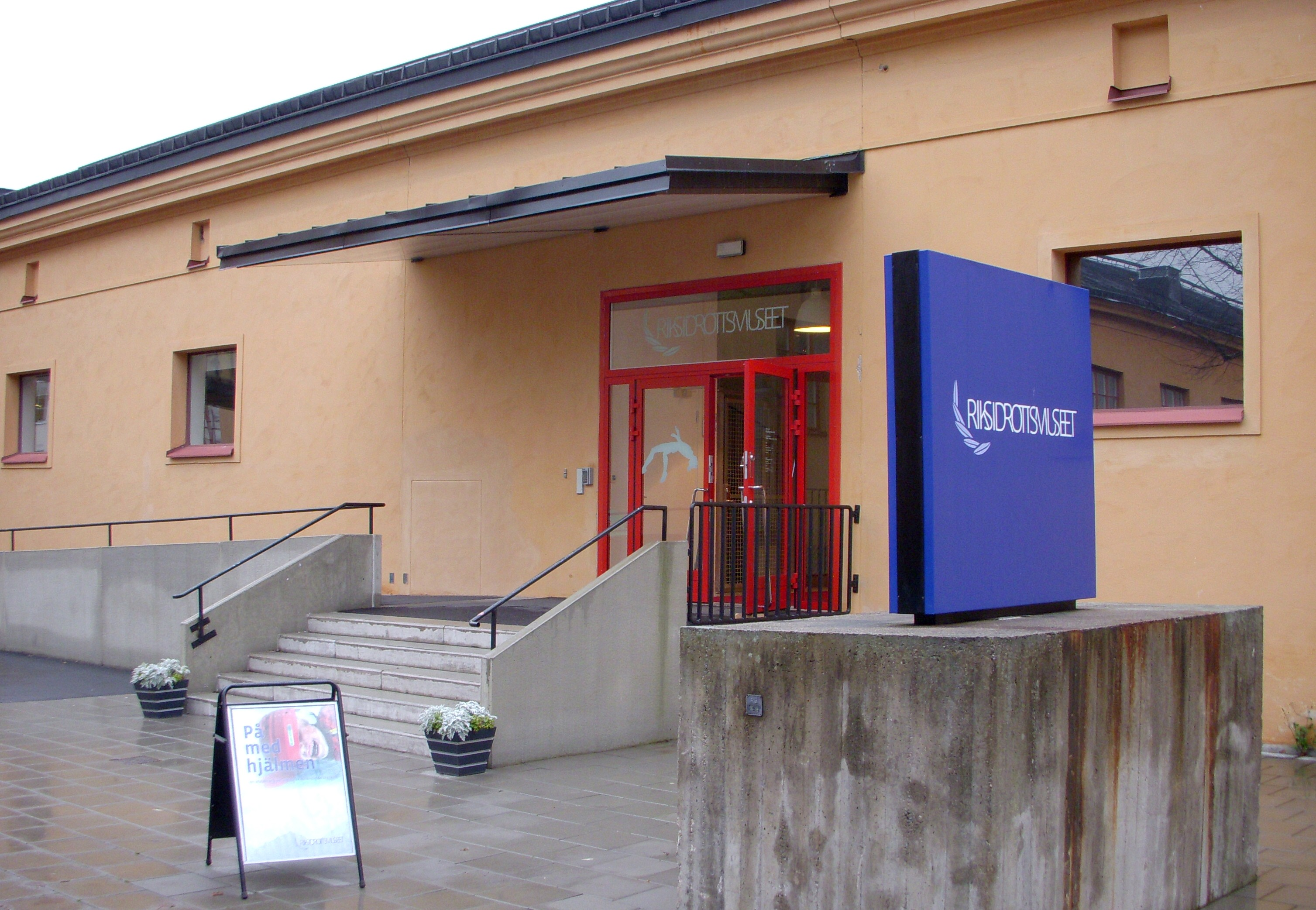
Riksidrottsmuseet